# Claude Batault
Claude Batault, né le 2 avril 1716 à Pouilly-en-Auxois et mort le 14 avril 1793 à Arnay-le-Duc, était un magistrat et un homme politique français.

## Biographie
Claude Batault est un magistrat, qui occupe au moment de la Révolution les fonctions de président du tribunal du district d'Arnay-sur-Arroux.
Le 3 septembre 1791, il est élu député de la Côte-d'Or à l'Assemblée nationale législative, par 215 voix sur 322 inscrits. Il est alors âgé de 75 ans et est le doyen de la nouvelle assemblée. De ce fait, il a l'honneur de présider la première séance du 1er octobre, avant de céder sa place à Emmanuel Pastoret, élu président le lendemain. 
Claude Batault se fait discret au cours de son mandat, tout en se montrant favorable à la cause révolutionnaire. Il est membre du Comité de la dette publique et effectue quelques rapports au nom de cet organe. En septembre 1792, il n'est pas réélu à la Convention et se retire dans la vie privée. 
Il meurt quelques mois plus tard, le 14 avril 1793.

## Sources
- « Claude Batault », dans Adolphe Robert et Gaston Cougny, Dictionnaire des parlementaires français, Edgar Bourloton, 1889-1891 [détail de l’édition]